# Nymphon hampsoni
Nymphon hampsoni är en havsspindelart som beskrevs av Child, C.A. 1982. Nymphon hampsoni ingår i släktet Nymphon och familjen Nymphonidae. Inga underarter finns listade i Catalogue of Life.